# Jigarikoppa, Sorab
Jigarikoppa là một làng thuộc tehsil Sorab, huyện Shimoga, bang Karnataka, Ấn Độ.